# Hiroyuki Morita
Hiroyuki Morita (森田 宏幸 Morita Horiyuki?) (Fukuoka, Japón, junio de 1964) es un director y animador. Ha trabajado en películas como Sueños, de Akira Kurosawa y Lupin III.
De su época en Studio Ghibli destacan El viaje de Chihiro, Neko no Ongaeshi y El castillo en el cielo. Fue director de Bokurano, serie de anime basada en un manga del mangaka Mohiro Kitō.
- Datos: Q2207939